# Пограничник (Баянаульский район)
Пограничник (каз. Пограничник) — упразднённое село в Баянаульском районе Павлодарской области Казахстана. Входило в состав Аксанского сельского округа. Упразднено в 2004 году.

## Население
По данным переписи 1989 года население села составляло 6 человек, национальный состав: казахи — 66 %.
По данным переписи 1999 года в селе проживало 6 человек (2 мужчины и 4 женщины).